# Тетлега (річка)
Тетлега, Тетліга — річка у Чугуївській громаді Чугуївськго району Харківської області, права притока Сіверського Донця.

## Опис
Довжина річки 16  км., похил річки — 3,7 м/км. Формується з 2 водойм. Площа басейну 77,8 км².

## Розташування
Тетлега бере початок з водойми на північно-західній околиці села Зарожне, тече через нього і село Тетлегу на південний схід. На південній околиці селища Кочеток впадає у річку Сіверський Донець.

## Притоки
- Ананьїн яр — права притока[1]
- Болотів яр — ліва притока[2]
- Вискочків яр — притока, витік річки[3]
  - Кругла — права притока Вискочкова[4]
- Великий Чорний яр — права притока[5]
- Карайчів яр — ліва притока у верхів'ї
- Козацький яр — ліва притока, впадає на північному заході від села Задорожнє[6]
- Козинн яр — ліва притока[7]
- Крутий яр — ліва притока[8]
- Минаків яр — ліва притока, впадає на північно-східній околиці села Задорожнє[9]
- Налійний яр — ліва притока[10]
- Половинчин яр — права притока[11]
- Попів яр — ліва притока[12]
- Саморуків яр — ліва притока[13]
- Фарсів яр — права притока[14]
- Фирсів яр — ліва притока, впадає у північній частині села Зарожне[15]
- Балка Хуторище — права притока[16]
- Черемошний яр — ліва притока[17]
- Чернецький яр — ліва притока[18]